# Lądowisko Krotoszyn-Szpital
Lądowisko Krotoszyn-Szpital – lądowisko sanitarne w Krotoszynie, w województwie wielkopolskim, położone przy ul. Mickiewicza 21. Przeznaczone jest do wykonywania startów i lądowań śmigłowców sanitarnych i ratowniczych w dzień i w nocy o dopuszczalnej masie startowej do 5700 kg.
Zarządzającym lądowiskiem jest Samodzielny Publiczny Zakład Opieki Zdrowotnej Szpital Powiatowy im. Marcelego Nenckiego w Krotoszynie. W roku 2013 zostało wpisane do ewidencji lądowisk Urzędu Lotnictwa Cywilnego pod numerem 209
Platforma lądowiska jest wyniesiona siedem metrów nad powierzchnię gruntów, jest osadzona na betonowych filarach oraz wyposażona w platformę windową z przeszklonym szybem i metalową klatkę schodową. Koszt jego budowy to 1 330 000 zł.